# Głos Pana
Głos Pana – powieść fantastycznonaukowa Stanisława Lema. Po raz pierwszy wydana nakładem wydawnictwa Czytelnik w roku 1968.
Głos Pana to utwór ze zwartym filozoficznym przesłaniem. Opowiada ona o wysiłku naukowców nad rozkodowaniem, przetłumaczeniem i zrozumieniem transmisji pozaziemskiej (patrz: SETI). Powieść krytycznie podsumowuje ludzkie intencje i wysiłki w interpretacji tłumaczenia wiadomości od obcych i zastosowanie zdobytych danych. Powieść ta, obok Solaris i Cyberiady, jest jednym z najbardziej znanych dzieł autora.
Książka należy do powieści z kluczem. Pod niektórymi postaciami autor ukrył prawdziwe osoby: Baloyne to Jan Błoński, Prothero to Jan Józef Szczepański, Eney to Janusz Wilhelmi, zaś Hogarth i Rappaport to sam Lem.

## Opis fabuły
Powieść (pisana w pierwszej osobie) stanowi zapis wspomnień sławnego matematyka Piotra E. Hogartha. Zostaje on zaangażowany w tajny projekt naukowy o kryptonimie MAVO (skrót od ang. Master's Voice – Głos Pana), kierowany przez wojskowych z Pentagonu i realizowany gdzieś na Pustyni Nevada. Przedsięwzięcie, w którym uczestniczy wielu naukowców różnych dziedzin, jest próbą rozkodowania sygnału neutrinowego, wyglądającego na transmisję nadaną przez pozaziemską cywilizację z układu Małego Psa. Z tej okazji Hogarth, a raczej sam Stanisław Lem, przedstawia czytelnikowi szereg dyskusji na pograniczu kosmologii i filozofii: poczynając od debaty epistemologicznej, teorii systemów, informacji i prawdopodobieństwa, poprzez koncepcje biologii ewolucyjnej i możliwe przejawy i motywy inteligencji pozaziemskiej, z dygresjami na temat etyki w badaniach wojskowych, aż do ograniczeń nauki wymuszonej podświadomą naturą ludzką, by zagłębiać się w analizę każdego nieznanego obiektu. W pewnym momencie uwikłani w projekt naukowcy, zdesperowani w poszukiwaniu nowych pomysłów, zaczynają nawet czytać i dyskutować nad popularnymi dziełami fantastyki naukowej i Lem używa tego wybiegu do pewnej krytyki tego gatunku literackiego, gdy Hogarth wkrótce nudzi się i nie ma złudzeń wobec trywialności fabuł zawartych w magazynach fantastycznonaukowych.
Naukowcy dochodzą do pewnych rozwiązań, które popychają naprzód rozszyfrowanie sygnału, jednak, o czym zresztą jesteśmy informowani na pierwszych stronach pamiętnika, za cały włożony w prace wysiłek, dochodzą jedynie do kilku nowych odkryć. Przy końcu projektu, naukowcy nie są już tak pewni jak na początku, czy sygnał był wiadomością od inteligencji pozaziemskiej, której ludzkość nie dała rady rozszyfrować, czy też sygnałem naturalnym, np. przypadkowym kosmicznym szumem tła, które w pewnym momencie dało efekt „tysięcy małp stukających na tysiącach maszyn do pisania i tworzących sensowne dzieło”.

## Ocena dzieła
Dzieło można odczytywać jako polemikę Stanisława Lema z własnym debiutem książkowym – utopijną powieścią Astronauci. W obydwu utworach narracja rozpoczyna się od przypadkowego odkrycia pozaziemskiego przekazu. W Astronautach zostaje on pomyślnie rozszyfrowany, natomiast w Głosie Pana nie można stwierdzić, czym w istocie jest tajemniczy sygnał. Jednomyślność naukowców wobec zagadki z pierwszego utworu została przeciwstawiona w późniejszym dziele całym zbiorem hipotez mających wyjaśnić naturę zaszyfrowanej wiadomości. Akcja Astronautów jest relacjonowana przez bohatera naiwnego, podczas gdy kompozycja Głosu Pana to wspomnienia najinteligentniejszego bohatera powieści.
Biografowie Lema Wojciech Orliński i Agnieszka Gajewska stawiają tezę, że zawarty w Głosie Pana opis sceny rozstrzeliwania grupy Żydów przez żołnierzy SS stanowi jeden z nielicznych autobiograficznych fragmentów w dziełach autora, które bezpośrednio odnoszą się do jego przeżyć w czasie wojny i do jego żydowskiego pochodzenia. Potwierdza to krótki passus w liście pisarza do tłumacza Michaela Kandla, kiedy to Lem pisze: „Przygoda doktora Rappaporta jest m o j ą przygodą, ze Lwowa 1941, po wejściu wojsk niemieckich – miałem być rozstrzelany; i oprócz tego dodatku o wywołaniu ochotnika wszystko się zgadza… usiłowałem tam fikcją przywołaną, zmyślonej ad hoc reinkarnacji, po prostu ułatwić sobie parę ostatnich chwil, aby, jak to powiadają, Fason Trzymać do śmierci.”.

## Adaptacje
Opierając się na książce Lema, György Pálfi nakręcił film Głos Pana. Produkcja nie odtwarza jednak fabuły powieści, lecz jest pomyślana jako jej kontynuacja. Premiera miała miejsce w 2018 roku.